# Night Visions
Night Visions (с англ. — «Ночные видения») — дебютный студийный альбом американской рок-группы Imagine Dragons, релиз которого состоялся 4 сентября 2012 года. 12 февраля 2013 года была выпущена расширенная версия альбома, которая включала в себя три новых трека. Запись альбома велась с 2010 по 2012 год, при совместной работе с английским хип-хоп-продюсером Алексом Да Кид и Брэндоном Дарнером из американской инди-рок-группы The Envy Corps. По словам лидера группы Дэна Рейнольдса, потребовалось три года, чтобы завершить шесть треков из альбома, которые были выпущены ранее в составе нескольких альбомов. С точки зрения музыкального стиля, Night Visions в первую очередь является смесью альтернативного и инди-рока, однако также присутствует влияние дабстепа, фолка, хип-хопа и поп-музыки.
Альбом дебютировал на второй строчке чарта Billboard 200. В течение первой недели, было продано более 83 000 копий альбома. Сейчас альбом имеет более 2 млн проданных экземпляров по всему миру и статус платинового в нескольких странах.

## Предпосылки создания
Imagine Dragons, будучи сформированной в 2008 году, успела выпустить несколько мини-альбомов: Imagine Dragons в 2009, Hell and Silence в 2010 и It’s Time в 2011. В этом же году группа была замечена лейблом Universal Records и в скором времени заключила контракт с Interscope в конце 2011.
После заключения контракта, группа отправилась в студию, где взялась за окончание записи предстоящего мини-альбома Continued Silence и сбора материала для дебютного студийного альбома. Continued Silence был выпущен 14 февраля 2012 года, послуживший прелюдией перед релизом Night Visions, занял 40 строчку в чарте журнала Billboard. Сингл «It’s Time» альбома Continued Silence выступил в качестве рекламного сингла, достигнув 15 строчки Billboard Hot 100 к концу 2012 года.

## Релиз и продвижение
Начиная с 4 сентября 2012 года альбом можно было приобрести на Amazon.com, в течение одной недели, за 5 долларов. А с помощью сервиса Best Buy за 7.99 долларов.. В iTunes, благодаря функции «Завершить альбом», цена ранее купленных песен из предстоящего альбома вычитались, что существенно снизило стоимость.

### Синглы
Изначально первый сингл «It’s Time» альбома вышел с релизом мини-альбома Continued Silence в расширенной версии. Сам по себе сингл является одним из самых коммерчески успешных синглов, достигнув 15 строчки чарта Billboard Hot 100. Видеоклип к песне был номинирован в категории «Лучшее рок-видео» на 2012 MTV Video Music Awards.
Релиз песни «Hear Me» состоялся 24 ноября 2012. На следующий день вышла в составе мини-альбома, который включал в себя следующие два сингла, а также песню «The River», являющеюся бонус-треком в Best Buy версии альбома Night Visions.
«Radioactive» впервые была выпущена как сингл альбома Continued Silence,а в сентябре 2012 года в составе основного альбома. Максимально песня заняла 3 место чарта Billboard Hot 100, а также множество лидирующих строчек чартов Канады и западноевропейских стран.
«On Top of the World», вышедшая 18 марта 2013 года, заняла 26 строчку чарта Billboard «популярная рок-песня».
«Demons» была выпущена 28 января 2013 года в качестве «радио сингла». Официальный релиз состоялся 22 октября 2013 года, в качестве 5 сингла альбома, в Северной Америке. Сингл достиг 6 строчки Billboard Hot 100.
«Amsterdam», выступая в качестве рекламного сингла, поступил в бесплатный доступ на iTunes в списке «Сингл недели», на неделю раньше релиза альбома. 4 сентября был выпущен в Северной Америке и снова в европейских странах 7 февраля 2013 года.

### Выступления
До релиза альбома Night Visions, Imagine Dragons выступали на американском радио и телевидении в поддержку расширенной версии мини-альбома Continued Silence и дебютного сингла «It’s Time». Группа исполнила сингл 16 июля 2012 года во время трансляции по NBC ночного ток-шоу «Вечер с Джеем Лено».
В поддержку альбома группа провела 2 тура: «Fall Tour 2012», в качестве разогрева, совместно с электронной рок-группой Awolnation осенью 2012 года. Во время тура, группа посетила 4 сентября 2012 трансляцию по ABC ночного ток-шоу «Джимми Киммел в прямом эфире». Также они выступили на ток-шоу «Late Night with Jimmy Fallon».
В феврале 2013 года группа стартовала в туре под названием «Night Visions Tour». Тур прошёл по всей Северной Америке, Европе. Во время тура, группа впервые была показана по национальном телевидению, исполняя песню «Radioactive» 22 февраля 2013 по CBS в ночном ток-шоу «Late Show with David Letterman».
В 2013 году, по договору с Vevo, группа выступила на фестивале «Isle of Wight» для сборника «Summer Six», релиз которого произошёл 25 июня 2013 года. Ещё одно появление на телевидении произошло 4 июля 2013 года, когда группа исполняла песни «Radioactive», «Demons», «On Top of the World» по ABC в передаче «Доброе утро, Америка».

## Отзывы
| Оценки критиков      | Оценки критиков |
| Источник             | Оценка          |
| -------------------- | --------------- |
| AbsolutePunk         | 84%             |
| Allmusic             | [ 30 ]          |
| Consequence of Sound | [ 31 ]          |
| CraveOnline          | 8/10            |
| Las Vegas Weekly     | [ 33 ]          |
| Melodic              | [ 34 ]          |
| musicOMH             | [ 35 ]          |
| Sputnikmusic         | 2.5/5           |
| USA Today            | [ 37 ]          |

### Реакция критиков
Альбом получил неоднозначные отзывы от музыкальных критиков. Брайан Мэнсфилд из ежедневной газеты «USA Today» дал положительный отзыв, сказав, что на музыкальное мастерство сотрудничество с Алексом да Кидом оказало крайне благоприятное влияние, что показывает разнообразие треков альбома. Мэнсфилд отметил, что группа добавила множество особых штрихов в звучание музыки, например, игра на мандолине в сингле «It’s Time», звучание свистка в «On Top of the World» и «булькающая» гитара в песне «Demons».
Критик от «Allmusic» Григорий Хини заметил, что иногда он ощущает нехватку «глубины» в альбоме, однако Григорий отнес альбом к категории музыки, которая за несколько минут прослушивание сделает повседневную жизнь несколько лучше. Энни Залесски из «Las Vegas Weekly» похвалил Night Visions за то, что альбом отлично продуман, что видно в креативности песен. Альбом может похвастаться тем, что напрочь отсутствует во многих других начинающих группах. Лиза Квон от «Consequence of Sound» дала альбому противоречивую характеристику, указав, что она не может почувствовать в альбоме тот адреналин, что был обещан в сингле «Radioactive», появившийся на радио и в рекламных роликах ещё до релиза альбома. Йохан Випсон, сотрудник журнала «Melodic», описал Night Visions словами: «[Альбом] несколько несвязный, но в целом весьма обаятельный и хорошо продуманный».

## Список композиций
Практически все были написаны и спродюсированы Беном МакКи, Дэном Рейнольдсом и Уэйном Серомном.
Релиз 2012 года
| №                   | Название                                                          | Длительность |
| ------------------- | ----------------------------------------------------------------- | ------------ |
| 1.                  | «Radioactive»                                                     | 3:08         |
| 2.                  | «Tiptoe»                                                          | 3:14         |
| 3.                  | «It's Time»                                                       | 4:00         |
| 4.                  | «Demons»                                                          | 2:56         |
| 5.                  | «On Top of the World»                                             | 3:12         |
| 6.                  | «Amsterdam»                                                       | 4:01         |
| 7.                  | «Hear Me»                                                         | 3:55         |
| 8.                  | «Every Night»                                                     | 3:37         |
| 9.                  | «Bleeding Out»                                                    | 3:43         |
| 10.                 | «Underdog»                                                        | 3:29         |
| 11.                 | «Nothing Left to Say» (6:33), включая скрытый трек "Rocks" (2:11) | 8:56         |
| Общая длительность: | Общая длительность:                                               | 44:10        |

| №   | Название      | Длительность |
| --- | ------------- | ------------ |
| 12. | «Working Man» | 3:55         |
| 13. | «Fallen»      | 2:59         |

| №   | Название                         | Длительность |
| --- | -------------------------------- | ------------ |
| 12. | «Cha-Ching (Till We Grow Older)» | 4:09         |

| №   | Название    | Длительность |
| --- | ----------- | ------------ |
| 12. | «Selene»    | 4:02         |
| 13. | «The River» | 3:24         |

| №   | Название          | Длительность |
| --- | ----------------- | ------------ |
| 12. | «My Fault»        | 2:56         |
| 13. | «Round and Round» | 3:17         |
| 14. | «The River»       | 3:24         |
| 15. | «America»         | 4:33         |
| 16. | «Selene»          | 4:02         |
| 17. | «Cover Up»        | 4:20         |
| 18. | «I Don't Mind»    | 3:18         |

Релиз 2013 года
| №                   | Название                         | Длительность |
| ------------------- | -------------------------------- | ------------ |
| 1.                  | «Radioactive»                    | 3:08         |
| 2.                  | «Tiptoe»                         | 3:14         |
| 3.                  | «It's Time»                      | 4:00         |
| 4.                  | «Demons»                         | 2:56         |
| 5.                  | «On Top of the World»            | 3:12         |
| 6.                  | «Amsterdam»                      | 4:01         |
| 7.                  | «Hear Me»                        | 3:55         |
| 8.                  | «Every Night»                    | 3:37         |
| 9.                  | «Bleeding Out»                   | 3:43         |
| 10.                 | «Underdog»                       | 3:29         |
| 11.                 | «Nothing Left to Say / Rocks»    | 8:57         |
| 12.                 | «Cha-Ching (Till We Grow Older)» | 4:09         |
| 13.                 | «Working Man»                    | 3:55         |
| 14.                 | «Fallen»                         | 2:59         |
| Общая длительность: | Общая длительность:              | 50:15        |

| №   | Название          | Длительность |
| --- | ----------------- | ------------ |
| 12. | «Working Man»     | 3:55         |
| 13. | «Fallen»          | 2:59         |
| 14. | «My Fault»        | 2:57         |
| 15. | «Round and Round» | 3:18         |
| 16. | «The River»       | 3:25         |
| 17. | «America»         | 4:34         |
| 18. | «Selene»          | 4:01         |

| №   | Название          | Длительность |
| --- | ----------------- | ------------ |
| 15. | «My Fault»        | 2:57         |
| 16. | «Round and Round» | 3:18         |
| 17. | «The River»       | 3:25         |
| 18. | «America»         | 4:34         |
| 19. | «Selene»          | 4:01         |
| 20. | «Cover Up»        | 4:20         |
| 21. | «I Don't Mind»    | 3:18         |

## Участники записи
Imagine Dragons
- Дэн Рейнольдс — вокал, перкуссия
- Уэйн Сермон — гитара
- Бен МакКи — бас-гитара
- Даниэль Платцман — ударные, альт

Приглашенные музыканты
- Андрей Толмен — ударные (треки 3, 6; iTunes deluxe треки 16, 17, 18)
- Британи Толмен — клавишные, вокал (треки 3, 6, 7; iTunes deluxe треки 16, 17, 18)
- Джей Брауз — дополнительная гитара (треки 1 и 4), дополнительная бас-гитара (трек 4)
- Джонатан Виз — дополнительная гитара (трек 9)
- Бенджамин Моэн — дополнительное пианино/бас

## Чарты и сертификации
| Чарт (2012–2014)                       | Высшая позиция |
| -------------------------------------- | -------------- |
| Австралия (ARIA)                       | 4              |
| Австрия (Ö3 Austria)                   | 8              |
| Бельгия/Фландрия (Ultratop)            | 31             |
| Бельгия/Валлония (Ultratop)            | 38             |
| Канада (Canadian Albums Chart)         | 3              |
| Дания (Hitlisten)                      | 22             |
| Нидерланды (Album Top 100)             | 3              |
| Финляндия (Suomen virallinen lista)    | 24             |
| Франция (SNEP)                         | 19             |
| Германия (Offizielle Top 100)          | 6              |
| Ирландия (IRMA)                        | 3              |
| Italian Albums (FIMI)                  | 24             |
| Mexican Albums (AMPROFON)              | 3              |
| Новая Зеландия (RMNZ)                  | 5              |
| Норвегия (VG-lista)                    | 3              |
| Польша (ZPAV)                          | 44             |
| Португалия (AFP)                       | 5              |
| Шотландия (Scottish Albums Chart)      | 1              |
| Испания (PROMUSICAE)                   | 19             |
| Швеция (Sverigetopplistan)             | 7              |
| Швейцария (Schweizer Hitparade)        | 9              |
| Великобритания (UK Albums Chart)       | 2              |
| США (Billboard 200)                    | 2              |
| США (Billboard Top Rock Albums)        | 1              |
| США (Billboard Top Alternative Albums) | 1              |

| Чарт (2013)                     | Позиция |
| ------------------------------- | ------- |
| Canadian Albums (Billboard)     | 5       |
| Mexican Albums Chart            | 74      |
| Spain (PROMUSICAE)              | 49      |
| US Billboard 200                | 6       |
| US Billboard Alternative Albums | 2       |
| US Billboard Rock Albums        | 2       |

| Чарт (2010—2019)  | Позиция |
| ----------------- | ------- |
| США Billboard 200 | 7       |

| Чарт (все времена) | Позиция |
| ------------------ | ------- |
| US Billboard 200   | 37      |

| Регион | Сертификация                | Продажи   |
| --- | --------------------------- | --------- |
| Австралия (ARIA) | Платиновый                  | 70 000^   |
| Австрия (IFPI Austria)                                                                                                   | 2× Платиновый               | 30 000*   |
| Бразилия (ABPD) | Золотой                     | 20 000*   |
| Канада (Music Canada) | 3× Платиновый               | 240 000^  |
| Германия (BVMI) | 3× Золотой                  | 300 000   |
| Мексика (AMPROFON) | Бриллиантовый+3× Платиновый | 480 000   |
| Новая Зеландия (RMNZ) | Платиновый                  | 15 000^   |
| Филиппины (PARI) | Золотой                     | 7 500^    |
| Польша (ZPAV) | Платиновый                  | 20 000*   |
| Португалия (AFP) | Платиновый                  | 15 000^   |
| Швеция (GLF) | 2× Платиновый               | 80 000    |
| Швейцария (IFPI Switzerland)                                                                                             | Платиновый                  | 30 000^   |
| Великобритания (BPI) | 2× Платиновый               | 600 000   |
| США (RIAA) | 2× Платиновый               | 2 000 000 |
| * Данные о продажах приведены только на основе сертификации. ^ Данные о тиражах приведены только на основе сертификации. |                             |           |